# Willy Fog – Wyprawa do wnętrza Ziemi
Willy Fog- Wyprawa do wnętrza ziemi, Willy Fog 2 (hiszp. Willy Fog- Viaje al centro de la Tierra, ang. Willy Fog- Journey to the center od the Darth, jap.ウィリー・フォグ - 地底旅行- U~iri fogu- chitei ryokō)- japońsko- hiszpański film animowany z 1995 roku w reżyserii Claudio Bierna Boyda. Druga część trylogii Willy Fog. Kontynuacja serialu Dookoła Świata z Willym Foggiem oraz filmu Willy Fogg- w 80 dni dookoła świata, poprzednik filmu Willy Fog- 20 000 mil podmorskiej żeglugi. Film jest oparty na powieści Juliusza Verne'a pt. Podróż do wnętrza ziemi. Jest to skrócona wersja serialu Podróż do wnętrza ziemi z Willym Foggiem. 
Fabuła:
Po swojej podróży dookoła świata Willy Fog mieszka w Londynie z żoną Romy oraz Tico i Rigodonem. Do miasta z Hamburga przybywa przyjaciel Lorda Guinessa, profesor Otto Lidenbrock, który usiłuje rozwiązać zagadkę zaszyfrowanej wiadomości, islandzkiego podróżnika Arne Sacknussema, żyjącego w XVI wieku. Kluczem jest stary manuskrypt w którym średniowieczny odkrywca opisuje swoją podróż w głąb ziemi. Sullivan ponownie rzuca Willy'emu wyzwanie. I tak nasi bohaterowie wyruszają na wyprawę do nieznanego dotąd świata, gdzie będą musieli przekroczyć podziemne morza, głębokie otchłanie, stawić czoła wulkanicznym erupcjom i przerażającym dinozaurom.
Wersja Polska:
Udźwiękowienie: KARTUNZ
Wersja polska- na podstawie tłumaczenia Magdaleny Machcińskiej- Szczepaniak- Grzegorz Pawlak.
W wersji polskiej udział wzięli:
•Magdalena Dratkiewcz-Tico
•Magdalena Zając-Romy
•Grzegorz Pawlak- Willy Fog, Lord Guiness
•Janusz German- Rigodon, Sullivan
•Krzysztof Janczar
•Radosław Popłonikowski- Transfer
•Mariusz Siudziński- Ralph
i inni
Reżyseria: Grzegorz Pawlak
Lektor tyłówki: Grzegorz Pawlak
Wykonanie piosenek: Grzegorz Pawlak, Magdalena Zając, Janusz German, Magdalena Dratkiewicz. 
1. ↑  Filmweb
2. ↑  Around the world with Willy Fog/ wikipedia
3. ↑  Willy Fog- Wyprawa do wnętrza ziemi
4. ↑  Dubbingpedia
5. ↑  Willy Fog- Wyprawa do wnętrza ziemi
6. ↑  Willy Fog- Wyprawa do wnętrza ziemi
7. ↑  dubbingpedia
8. ↑  obsada/ dookoła świata z Willym Foggiem
9. ↑  Obsada/ dookoła świata z Willym Foggiem
10. ↑  Dookoła świata z Willym Foggiem
11. ↑  Willy Fog- Wyprawa do wnętrza ziemi